# عيدروس النضيري
عيدروس بن علي النضيري (1311 - 1377 هـ) عالم دين ومؤرخ صومالي. كان أحد أتباع الطرق الصوفية المشهورة في الصومال، وقد أسس المحفل النبوي في مقديشو سنة 1350 هـ حيث تقام فيه الاحتفالات الدينية كالمولد النبوي وغيرها. وله العديد من المؤلفات في التاريخ والأنساب منها كتابه المشهور «بغية الآمال في تاريخ الصومال» الذي يعد من أهم المراجع والمصادر التاريخية عن القطر الصومالي.

## نسبه
عيدروس بن علي بن أبي بكر بن محمد بن عيدروس بن عبد الله بن أبي بكر بن محمد بن أبي بكر بن أحمد بن عمر أحمر العيون الثاني بن محمد النضيري بن عبد الله بن عمر أحمر العيون الأول بن عبد الرحمن بابطينة بن أحمد بن علوي بن الفقيه أحمد بن عبد الرحمن بن علوي عم الفقيه المقدم بن محمد صاحب مرباط بن علي خالع قسم بن علوي بن محمد بن علوي بن عبيد الله بن أحمد المهاجر بن عيسى بن محمد النقيب بن علي العريضي بن جعفر الصادق بن محمد الباقر بن علي زين العابدين بن الحسين السبط بن علي بن أبي طالب، وعلي زوج فاطمة بنت محمد ﷺ.
فهو الحفيد 34 لرسول الله محمد ﷺ في سلسلة نسبه.